# 湾沚站
湾沚站位于安徽省芜湖市湾沚区湾沚镇，是皖赣铁路上的一个车站。车站是中国铁路上海局集团有限公司芜湖车务段管辖的三等站，不办理对外客运业务，货运仅办理专用线货运作业。
湾沚站于1974年随皖赣铁路芜湖火龙岗至宁国段建成而投入使用，建成初期下辖三元站、陶辛、埭南、八里湾4个五等站。2001年5月车站重建站房，新站房面积760平方米，为欧式建筑风格，于2002年11月交付使用:136。车站于2008年3月停办客运业务。

## 运营状况
湾沚站设有4条到发线、2座总长800米的旅客站台:136。
车站目前办理路内旅客乘降业务，每日有一对前往倒湖站和芜湖站的路用通勤列车停靠本站，大量铁路职工在此站上下车；车站亦办理货运业务，但仅办理专用线、专用铁路货运作业。车站货场设4条货装线，并设有通往芜湖工务段湾沚工务轨料基地和中央储备粮芜湖直属库的专用线，主要到发货品为粮食。